# Axiocerses tjoane
Axiocerses tjoane är en fjärilsart som beskrevs av Hans Daniel Johan Wallengren 1857. Axiocerses tjoane ingår i släktet Axiocerses och familjen juvelvingar. Inga underarter finns listade i Catalogue of Life.

## Bildgalleri

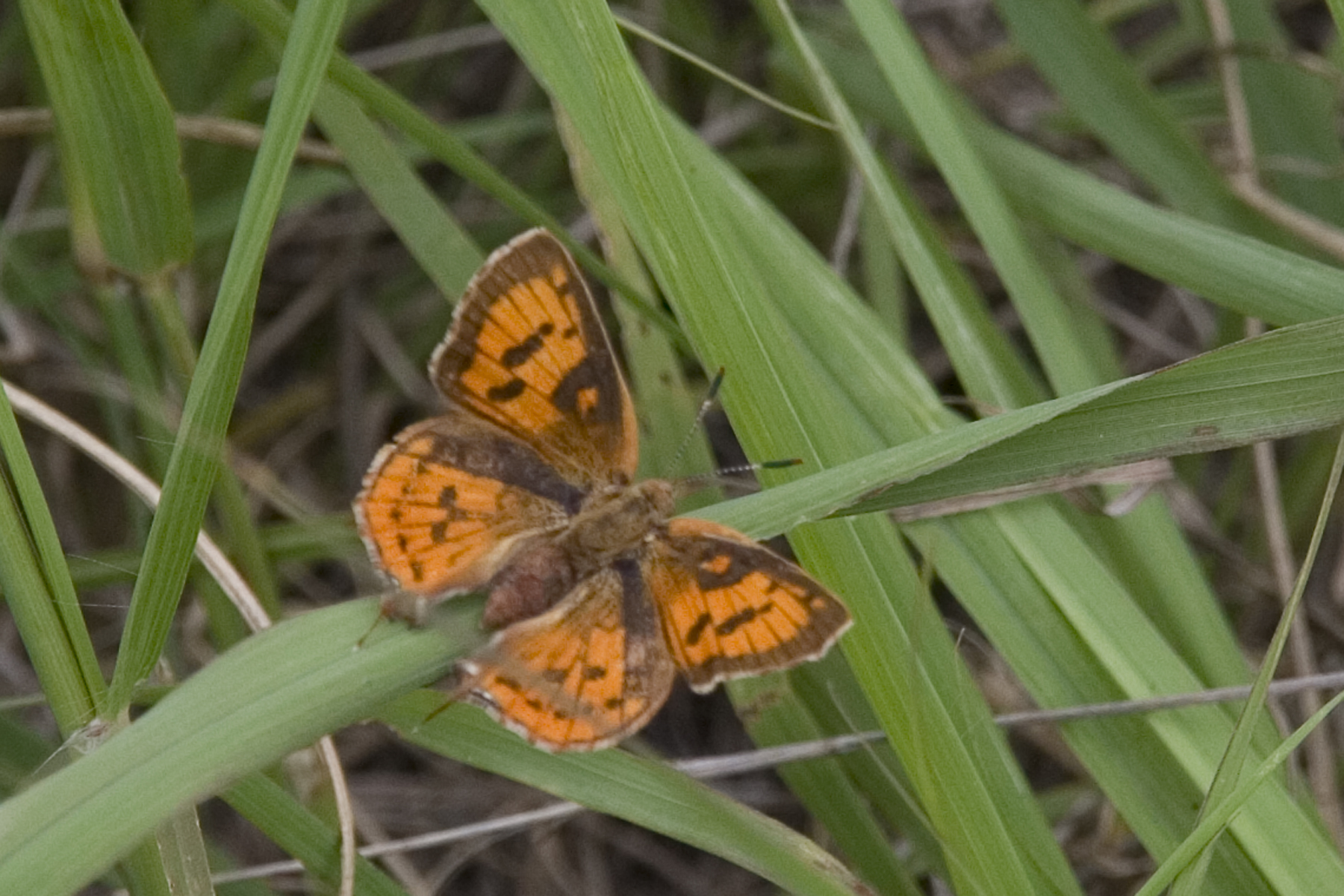